# 張涵予
張 涵予（チャン・ハンユー、1964年12月19日 - ）は、主演映画 『戦場のレクイエム』で知られる中華人民共和国の俳優。

## 来歴
北京市出身。幼時より映画好きで台詞の声色を真似て遊ぶうち、声優業に強い関心を抱くようになり、中・高生時代にアニメの吹き替えのアルバイトを経験する。
高校卒業後、中国煤鉱文工団話劇団に入団。1985年に北京・中央戯劇学院表演系に入学し演技を学ぶ。1988年に卒業後は文工団に戻り、約10年間声優として様々なジャンルの作品の吹き替えを担当した。
1990年代の終わり頃より、実写の世界での俳優活動も開始。テレビドラマ『夢開始的地方』で芸術顧問にあたった馮小剛（フォン・シャオガン）と知り合い、彼の監督作品の常連俳優となる。しかし演じたのは大半が役名の無い脇役であった為、「龍套王」「馮小剛の御用龍套」と呼ばれることにもなった。
2007年、一大転機が訪れる。馮小剛が戦争映画『戦場のレクイエム』の主役に張涵予を抜擢。無名の古参兵・谷子地（グー・ズーティ）の演技は映画のヒットと共に評判を呼び、「龍套王」は一躍スターの座に駆け上がった。この作品の演技で、2008年の金鶏百花奨・金馬奨の主演男優賞を始め、多数の映画賞を受賞している。
既婚、一女あり。
（注：上記来歴の出典資料については参考文献を参照）

### 声優
前述の通り、声優業としても活躍しており、ディズニーアニメを代表するキャラクター・ドナルドダックの中国語吹き替えを担当していることでも中国国内では有名である。また、日本のアニメ『母をたずねて三千里』の中国語版に参加した過去を持つ。

## 主な出演作品

### 映画
- ミレニアム・ラブ（原題：没完没了、1999年、フォン・シャオガン監督）
- ハッピー・フューネラル（原題：大腕、2002年、フォン・シャオガン監督）
- （原題：手機、2003年、フォン・シャオガン監督）
- （原題、危情雪夜、2004年、陳国星監督）
- イノセントワールド -天下無賊-（原題：天下無賊、2004年、フォン・シャオガン監督） - 私服警官
- （原題：烽火、2006年、楊樹鵬監督） - 薛又方
- 戦場のレクイエム（原題：集結号、2007年、フォン・シャオガン監督） - 谷子地（グー・ズーティ）
- Look for a Star -星を探して-（原題：游龍戯鳳、2008年、アンドリュー・ラウ監督） - 林九
- （原題：李米的猜想、2008年、曹保平監督） - 葉傾城
- （原題：風声、2009年、陳国富監督） - 呉志国
- 孫文の義士団（原題：十月圍城、2009年、テディ・チャン監督） - 孫文
- 項羽と劉邦/White Vengeance（原題：鴻門宴、2011年、ダニエル・リー監督） - 張良
- 一九四二（原題：一九四二、2012年、フォン・シャオガン監督）
- スペシャルID 特殊身分（原題：特殊身份、2013年、クラレンス・フォク監督） - ダオ・フォン
- タイガー・マウンテン 〜雪原の死闘〜（原題：智取威虎山、2014年、ツイ・ハーク監督） - 主演・ヤン
- ロクさん（原題：老炮儿、2015年、グアン・フゥ監督）2016東京・中国映画週間で上映 - 悶三児
- オペレーション・メコン（中国語版） （原題：湄公河行动、2016年、ダンテ・ラム監督） - カオ
- グレートウォール （原題：長城、2016年、チャン・イーモウ監督）
- マンハント（原題：追捕、2017年、ジョン・ウー監督） - 主演・ドゥー・チウ（福山雅治とダブル主演。）[2]
- オペレーション:レッド・シー（原題：紅海行動、2018年、ダンテ・ラム監督）
- フライト・キャプテン 高度1万メートル、奇跡の実話（原題：中国機長、2019年、アンドリュー・ラウ監督）
- アウトブレイク 〜武漢奇跡の物語〜（原題：中国医生、2021年、アンドリュー・ラウ監督）2021東京・中国映画週間で上映
- 1950 鋼の第7中隊（原題：長津湖、2021年、チェン・カイコー、ツイ・ハーク、ダンテ・ラム監督）
- 1950 水門橋決戦（原題：長津湖之水門橋、2022年、ツイ・ハーク監督）

### テレビドラマ
- 夢開始的地方（1999年、葉京監督） - 宋建軍
- 貧嘴張大民的幸福生活（2000年、瀋好放監督） - 徐万君
- 貽笑大方（2001年、葉京監督） - 蒋力
- 換個活法/你没有理由不瘋（2003年、史晨風監督） - 葉向川
- 関中刀客之七寸子（2003年） ※テレビ映画
- 居家男人（2004年、方剛亮監督） - 陳大力
- 動什麼、別動感情（2005年、唐大年監督） - 万徴
- 録象帯（2005年、趙宝剛監督） - ゲスト出演
- 寂寞英雄（2006年、毛衛寧監督） - 林亜軍
- 与青春有関的日子（2006年、葉京監督） - ゲスト出演
- 女人的選択（2006年、楊小雄監督） - 田博
- 非常24小時III（2007年、劉一志監督） - 徐天
- 身分的証明（2008年、毛衛寧監督） - 瞿皓明
- 最后的99天（2008年、汪俊監督） - 肖昆
- 水滸伝 All Men Are Brothers（2011年、鞠覚亮監督） - 宋江